# إدغار أوسبينا
إدغار أوسبينا (بالإسبانية: Edgar Ospina)‏ هو لاعب كرة قدم كولومبي، ولد في 12 يناير 1956 في قرطاج في تونس.